# Ptinus albipilus
Ptinus albipilus is een keversoort uit de familie klopkevers (Ptinidae). De wetenschappelijke naam van de soort werd in 1884 gepubliceerd door Edmund Reitter.